# مقرونة (موسيقى)
المقرونة هي نوع من الريش تُستخدم لإنتاج الصوت في آلات الهواء المختلفة. على النقيض من المفرودة يُعزَف بها عن طريق توجيه الهواء باتجها قطعة واحدة من الغاب العملاق التي تهتز عند المبسم وتصدر صوتًا، تتميز المقرونة بقطعتين من القصب تهتزان.